# Christian Kouamé
Christian Kouamé né le 6 décembre 1997 à Abidjan en Côte d'Ivoire, est un footballeur international ivoirien qui évolue au poste d'avant-centre à l'Empoli FC, en prêt de l'ACF Fiorentina.

## Biographie

### Carrière en club

#### AC Prato
Né à Abidjan en Côte d'Ivoire, Christian Kouamé fait ses débuts en Italie, de le championnat de troisième division, la Serie C avec le club de l'AC Prato, le 6 septembre 2015, contre l'AC Pise. Il entre en jeu ce jour-là et son équipe s'incline sur le score de deux buts à un.

#### AS Cittadella
Tout juste promu en Serie B, l'AS Cittadella recrute Christian Kouamé sous forme de prêt pour la saison 2016-2017. L'attaquant ivoirien découvre ainsi la division supérieur en quittant Prato pour Cittadella. Il fait ses débuts avec son nouveau club le 17 septembre 2016 contre le Novare Calcio, en entrant en jeu à la place du double buteur de la rencontre, Luca Strizzolo (en). Le match est remporté 3-1 par Cittadella.
Il marque son premier but pour l'AS Cittadella le 29 octobre 2016 contre le Latina Calcio 1932, seulement quelques minutes après être entré en jeu. Il permet ainsi à son équipe de gagner 2-1. Cette saison-là, le club réussit à se maintenir en Serie B en terminant à la sixième place du championnat.
Kouamé ne joue pas beaucoup lors de sa première saison, mais il est tout de même acheté définitivement par son club. Il est par la suite l'une des révélations de Serie B lors de la saison 2017-2018, marquant 11 buts pour son équipe en championnat. L'AS Cittadella termine de nouveau sixième au terme de la saison.

#### Genoa CFC
Le 13 juillet 2018, il signe en faveur du Genoa CFC, pour un montant de cinq millions d'euros. Après la Serie C et la Serie B, il découvre enfin la Serie A, l'élite du football italien.
Il marque son premier but lors de son premier match officiel avec le Genoa CFC, à domicile contre l'Empoli FC, le 26 août 2018, en Serie A. Une rencontre remportée par les Génois 2 buts à 1. Il inscrit son deuxième but le 10 novembre 2018, en ouvrant le score contre Naples, l'un des cadors du championnat. Mais les Napolitains gagnent finalement le match 1-2, dans une partie compliquée à cause d'une forte pluie donnant un terrain difficilement praticable.
Kouamé est l'une des révélations du championnat 2018-2019 avec son coéquipier Krzysztof Piątek, avec lequel il forme un duo efficace dans un système en 3-5-2 où les deux hommes occupent les deux postes d'attaquants.
En novembre 2019, Christian Kouamé se blesse gravement avec l'équipe des moins de 23 ans de Côte d'Ivoire d'une rupture d'un ligament croisé du genou gauche, l'éloignant des terrains pendant de longs mois.

### ACF Fiorentina
En janvier 2020, est annoncé le transfert de Christian Kouamé sous forme de prêt jusqu'à la fin de la saison à l'ACF Fiorentina avec obligation d'achat. L'officalisation a lieu le 31 janvier 2020. Il joue son premier match pour la Fiorentina le 8 juillet 2020, en entrant en jeu à la place de Dušan Vlahović, lors d'une rencontre de Serie A face au Cagliari Calcio (0-0).

### RSC Anderlecht
Le 21 août 2021, prêté par ACF Fiorentina, il signe un contrat d'un an sans option d'achat avec le club belge RSC Anderlecht.
Kouamé fait sa première apparition pour Anderlecht le 29 août 2021, lors d'une rencontre de championnat contre le KRC Genk. Il entre en jeu et son équipe s'incline par un but à zéro. Il se fait remarquer dès son deuxième match, le 12 septembre contre le KV Malines en inscrivant ses deux premiers buts pour Anderlecht. Son équipe l'emporte largement ce jour-là par sept buts à deux. Le 30 novembre 2021 il réalise un nouveau doublé, cette fois contre le RFC Seraing en coupe de Belgique. Les deux équipes se neutralisent (3-3) avant de se départager lors d'une séance de tirs au but durant laquelle le RSC Anderlecht sort vainqueur.

### Retour à la Fiorentina
Après une saison au RSC Anderlecht, Christian Kouamé fait son retour à l'ACF Fiorentina pour la saison 2022-2023. Il se fait notamment remarquer le 3 septembre 2022, lors d'une rencontre de championnat face à la Juventus FC en marquant le but égalisateur qui permet aux siens d'obtenir le point du match nul (1-1 score final). Le 22 février 2024, l'ACF Fiorentina annonce que Christian Kouamé est hospitalisé après avoir été testé positif au paludisme,.

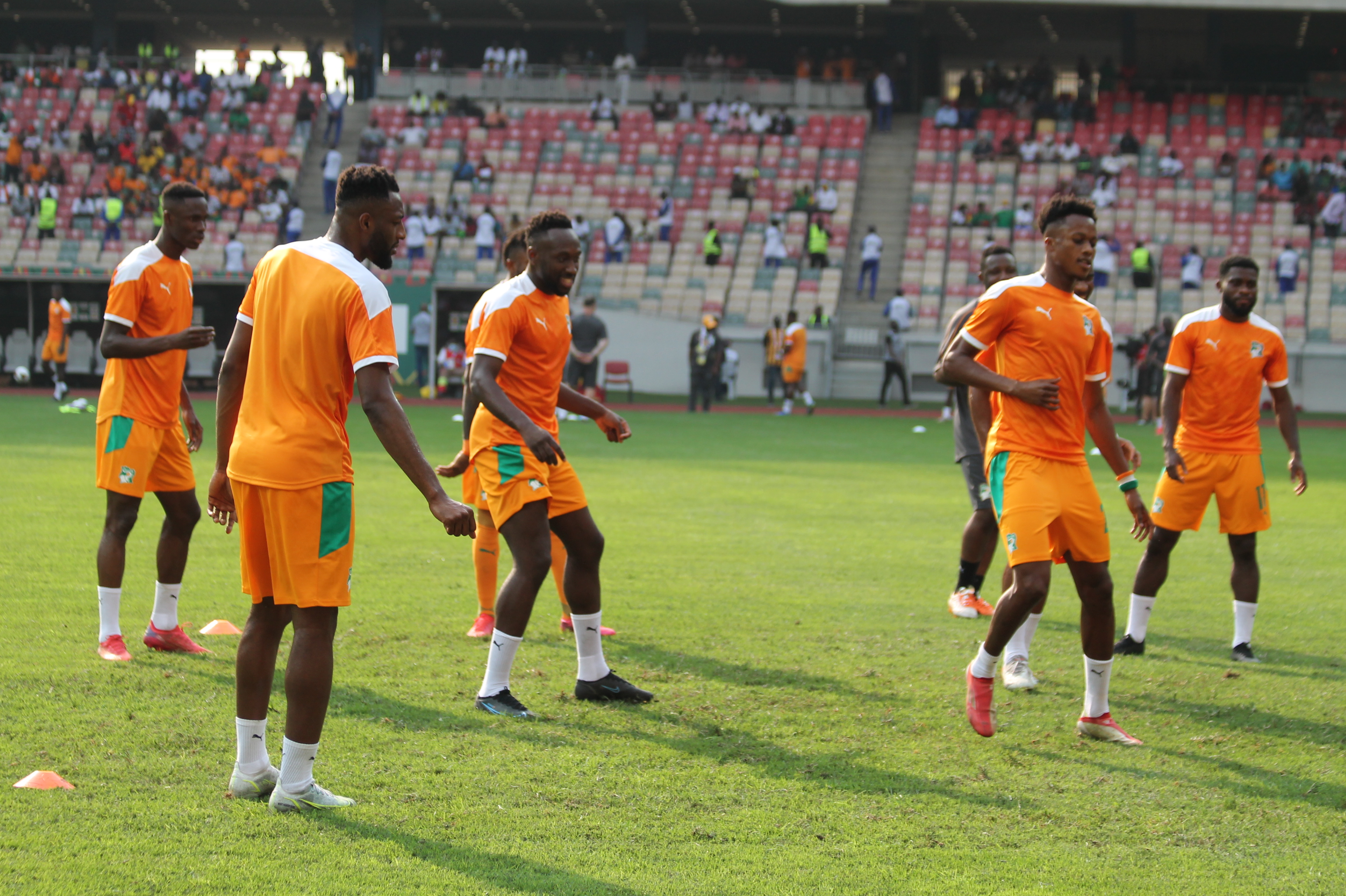
Match cote d'ivoir (13)

### En sélection
Christian Kouamé honore sa première sélection avec l'équipe nationale de Côte d'Ivoire le 13 octobre 2019, lors d'un match amical face à la RD Congo. Ce jour-là il entre en cours de partie à la place de Nicolas Pépé et son équipe s'impose sur le score de trois buts à un.
Retenu par le sélectionneur Patrice Beaumelle, Kouamé participe à sa première compétition internationale lors de la Coupe d'Afrique des nations 2021 au Cameroun, les Ivoiriens seront éliminés en huitièmes de finale par l'Égypte aux tirs au but.
Kouamé inscrit son premier but pour la Côte d'ivoire le 3 juin 2022, contre la Zambie. Il est titularisé ce jour-là, et participe à la victoire de son équipe par trois buts à un.
Le 28 décembre 2023, il est retenu dans la liste des vingt-sept joueurs ivoiriens sélectionnés par Jean-Louis Gasset pour disputer la Coupe d'Afrique des nations 2023.

## Palmarès

### En club
- ACF Fiorentina
  - Finaliste de la Ligue Europa Conférence en 2023 et 2024
  - Finaliste de la Coupe d'Italie en 2023

### En sélection nationale
- Côte d'Ivoire
  - Vainqueur de la Coupe d'Afrique des nations en 2024[18]